# Цифровий організм
Цифровий організм (англ. digital organism) — самовідтворювана комп'ютерна програма, яка мутує і розвивається. Цифрові організми використовують як інструмент для вивчення динаміки еволюції за Дарвіном, для тестування або перевірки конкретних гіпотез або математичних моделей еволюції. Дослідження тісно пов'язані зі створенням штучного життя.

## Історія

### «Дарвін»

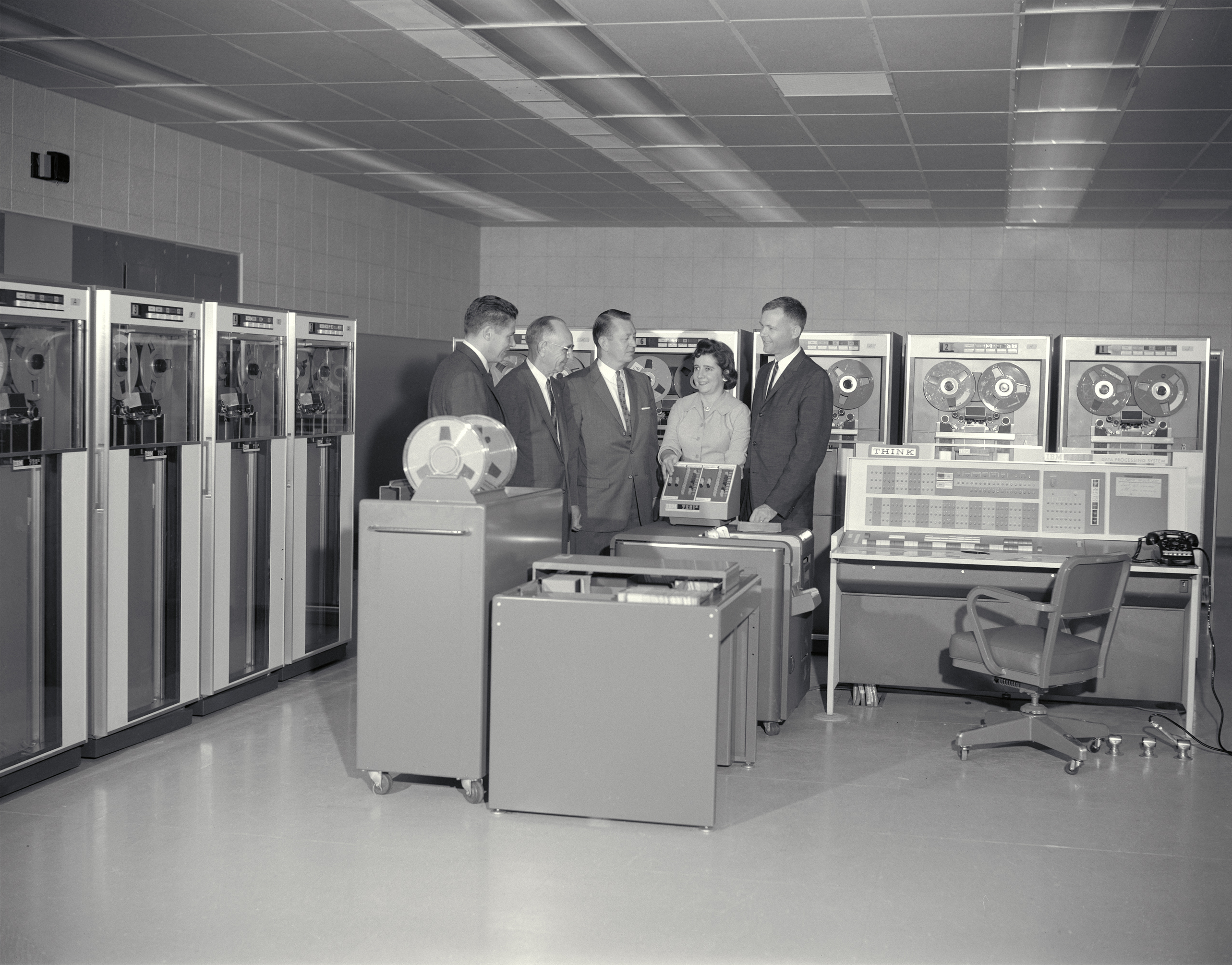
Комп'ютер IBM 7090

Цифрові організми вперше з'явилися в грі «Дарвін», в якій комп'ютерні програми були змушені конкурувати, заважаючи виконанню один одного.
Гра складалася з програми-судді та арени, області основної пам'яті, в яку завантажувались дві або більше невеликих програм, написаних гравцями. Програми були написані на асемблері IBM 7090 і могли використовувати три бібліотечні функції програми рефері: зонд: зондування комірки пам'яті на арені, щоб визначити, чи, якщо так, яка програма там завантажена.
Претензія: Зарезервуйте місце зберігання для підготовки до тиражування.
kill: вбивство (протилежної) програми.
Гра закінчилася через заздалегідь визначений час гри або коли залишились лише копії програми. Переможцем став гравець з найбільшою кількістю копій.

### Core War
Аналогічні механізми реалізовані в грі «Бій в пам'яті». В ході цієї гри з'ясувалося, що однією з виграшних стратегій є самовідтворення з найбільш можливою швидкістю, що призводить до позбавлення супротивників обчислювальних ресурсів. Програми в грі «Бій в пам'яті» здатні мутувати самі і обмінюватися кодом, переписуючи інструкції в моделюється «пам'яті», де відбувається гра. Це дозволило конкуруючим програмам вбудовувати руйнівні інструкції один одному, викликаючи помилку читання коду; «Поневолити процеси суперника», змусивши їх працювати на себе, змінювати свою стратегію посеред гри і виліковувати власний пошкоджений код.
Стін Расмуссен із Лос-Аламоської національної лабораторії взяв ідею гри «Бій в пам'яті» і ввів генетичний алгоритм для автоматичного написання. Проте, Расмуссен не спостерігав еволюцію складних і стабільних програм. Виявилося, що мова програмування, на якому були написані програми, виявився дуже нестійким, і найчастіше мутації повністю знищували функціональність програми.

### Tierra
Першим вирішити питання про стійкість програм взявся Том Рей, створивши комп'ютерний симулятор «Tierra» додавши кілька ключових змін в мову програмування. Вчений вперше спостерігав комп'ютерні програми, які дійсно розвивалися складним чином. У «Tierra» всі програми жили в одному адресному просторі, і потенційно могли перезаписати або іншим чином втручатися в код один одного.

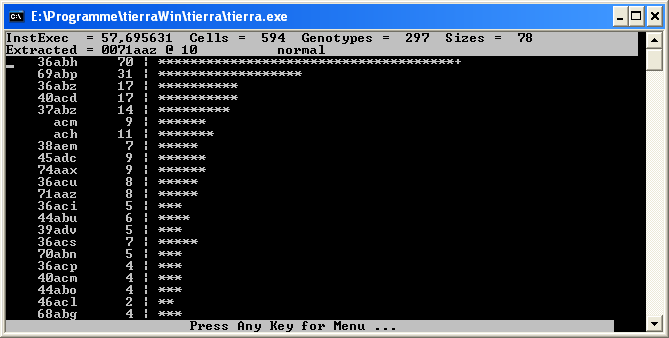
Tierra
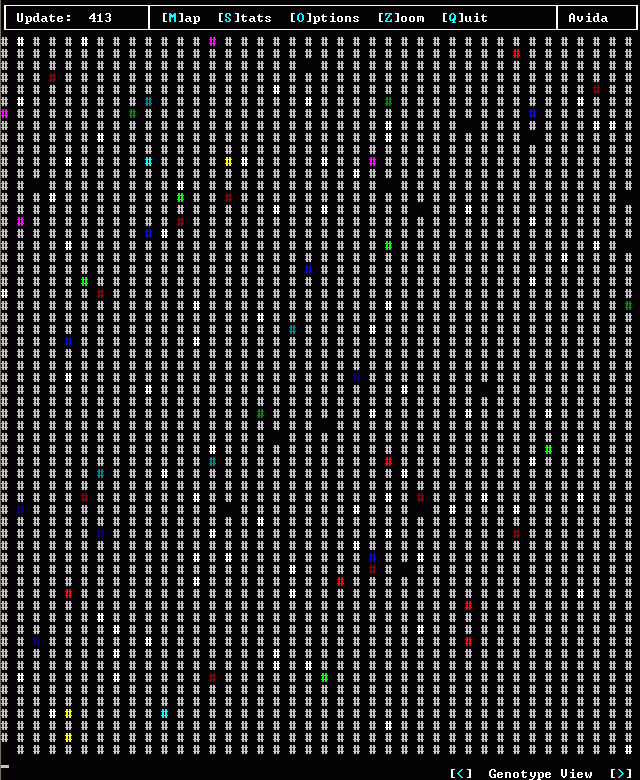
Avida2.6
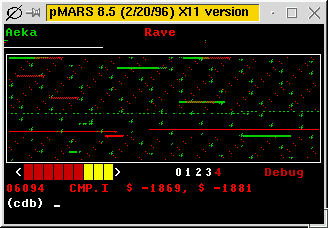
Core War

### Avida
Пізніше, Кріс Адамі, Тит Браун, і Чарльз Офрія (директор лабораторії цифрової еволюції (DEvo) та директор Центру вивчення еволюції в дії BEACON під егідою Національного наукового фонду) приступили до розробки системи «Avida», яка була натхненна «Tierra», але мала деякі важливі відмінності.
На відміну від Tierra, Avida призначає кожному цифровому організму власну захищену область пам'яті (кожна програма живе в своєму власному адресному просторі. Завдяки цій модифікації, експерименти з «Avida» стало набагато чистіше і легше інтерпретувати) та виконує її за допомогою окремого віртуального процесора. За замовчуванням інші цифрові організми не можуть отримати доступ до цього простору пам'яті ні для читання, ні для запису, а також не можуть виконувати код, який не знаходиться у їх власному просторі пам'яті.
Друга велика відмінність полягає в тому, що віртуальні процесори різних організмів можуть працювати з різною швидкістю, наприклад, один організм виконує, наприклад, вдвічі більше інструкцій за один і той же інтервал часу, ніж інший організм. Швидкість, з якою працює віртуальний процесор, визначається низкою факторів, але найголовніше завданнями, які виконує організм: логічними обчисленнями, які організми можуть виконати, щоб отримати додаткову швидкість процесора як бонус.
Починаючи з «Avida», цифрове дослідження організму стало сприйматися як дієвий внесок в еволюційну біологію все більшим числом еволюційних біологів. Так, еволюційний біолог Річард Ленскі з університету штату Мічиган широко використовував «Avida» в своїй роботі. Ленскі, Адамі і їх колеги опублікували результати в наукових журналах, таких як «Nature» та «Proceedings of the National Academy of Sciences» (США).
В експериментах з «Avida» при обмеженні в 16000 поколінь і 50-кратному його повторі, виявлено, що в 23 випадках з 50 еволюція породжувала цифрові організми, здатні виробляти побітовое порівняння чисел, причому в кожному випадку еволюція відбувалася по-різному.
Спрощена версія Avida з графічним інтерфейсом користувача (Avida-ED) доступна для використання в навчальних закладах. Навколо Avida-ED розроблено різноманітні плани уроків та інші навчальні матеріали. Цей підхід виявився ефективним для покращення розуміння студентами еволюції.  Проект Avida-ED став переможцем премії Міжнародного товариства з питань штучного життя та пропагандистської роботи у 2017 році.

### 3DVCE
3D Virtual Creature Evolution використовує еволюційні алгоритми для імітації еволюції.

### Amoeba
У 1996 році Енді Парджелліс створив Tierra-подібну систему під назвою «Amoeba», в якій відбувалася самореплікація в довільному порядку від випадково відібраного вихідного стану.

### OpenWorm
У 2011 з'явився міжнародний відкритий науковий проект модельного організму з метою імітації аскариди Caenorhabditis elegans на клітинному рівні. Хоча довгостроковою метою є моделювання всіх 959 клітин C. elegans, першим етапом було моделювання руху хробака шляхом моделювання 302 нейронів та 95 м'язових клітин. Моделювання знизу вгору проводиться спільнотою OpenWorm. Фізичний двигун Sibernetic був побудований за проектом і моделлю нейронного Конектому і клітин м'язів, створений в NeuroML форматі. До 3D-моделі анатомії хробака можна отримати доступ через Інтернет через браузер OpenWorm. Проект OpenWorm також сприяє розробці Geppetto,  вебмульти-алгоритму, багатомасштабної симуляційної платформи, розробленої для підтримки моделювання всього організму.
Станом на січень 2015 року проект все ще очікує експертної перевірки, і дослідники неохоче висловлюють сміливі твердження щодо його поточної схожості з біологічною поведінкою; координатор проекту Стівен Ларсон підрахував, що вони становлять «лише 20-30 % від ідеалу.»

### Polyworld
У 2015 Ларрі Йегер створив міжплатформну програму Polyworld, у формі еволюції штучного інтелекту за допомогою природного відбору та еволюційних алгоритмів.

### Генетичне включення неприродних амінокислот
У травні 2019 року дослідники повідомили про створення нової синтетичної форми життя, в одному з варіантів бактерій кишкової палички, зменшивши натуральне число 64 кодонів в бактеріальному геномі до 59 кодонів натомість, щоб кодувати 20 амінокислот.